# Charles Christopher Frost
Charles Christopher Frost (ur. 11 listopada 1805 w Brattleboro, zm. 16 marca 1880 tamże) – amerykański mykolog.

## Życiorys
Frost urodził się w Brattleboro w stanie Vermont. Jego rodzicami byli szewc i córka oficera rewolucji amerykańskiej. Kiedy miał piętnaście lat, opuścił szkołę po uderzeniu linijką przez nauczyciela i pomagał ojcu w jego interesach. Chociaż Frost wcześniej interesował się naukami przyrodniczymi, jego zainteresowanie botaniką wzrosło po spotkaniu z lekarzem Willardem Parkerem, który zalecił Frostowi spacery botaniczne w celu złagodzenia objawów jego niestrawności. Frost podczas tych spacerów zaczął badać mchy i porosty, później zajął się grzybami, zwłaszcza borowikami. Opisał kilka gatunków grzybów z obszaru Nowej Anglii w Stanach Zjednoczonych. W jednym artykule opisał 22 nowe gatunki borowików, a później jeszcze trzy inne. Zebrał zielnik, który w 1902 r. został przekazany Uniwersytetowi Vermontu. Części jego kolekcji, które przetrwały do disziejszych czasów, znajdują się w Farlow Herbarium na Uniwersytecie Harvarda, w New York State Museum, Bell Museum of Natural History i w Buffalo Museum of Science.
W nazwach naukowych opisanych przez niego taksonów dodawane jest jego nazwisko Frost. Opisał około 30 nowych gatunków grzybów. Wskutek zmian w taksonomii obecnie większość z nich obecnie ma inną nazwę naukową. Uczczono go od jego nazwiska nadając nazwy około 20 gatunkom grzybów, m.in. Butyriboletus frostii, a także wielu gatunkom roślin.